# Леселідзе Віктор Миколайович
Ві́ктор Микола́йович Леселі́дзе (груз. ვიქტორ ნიკოლოზის ძე ლესელიძე; 7 січня 1907 — 28 червня 1944) — радянський офіцер, Герой Радянського Союзу (1944, посмертно). У роки німецько-радянської війни командир 619-го мінометного полку 7-ї армії Карельського фронту, підполковник. Брат Героя Радянського Союзу, генерал-полковника Костянтина Миколайовича Леселідзе.

## Біографія
Віктор Миколайович Леселідзе народився 7 січня 1907 року в місті Озургеті (Гурія), Кутаїської губернії Російської імперії. (За іншими джерелами — 8 (21) січня 1907 року). Грузин за національністю.
- З 1916 року по 1923 рік учень міського вищого початкового училища міста Озургеті.
- З 1923 року по 1925 рік учень батумської трудової школи.
- У Червоній Армії з 1925 року.
- З вересня 1925 року за 1927 курсант артвіділення Грузинської об'єднаної військової школи.
- З вересня 1927 року по вересень 1929 курсант артвіділення Закавказької піхотної школи. м. Тбілісі.
- З вересня 1929 року по листопад 1931 командир взводу 2-го Грузинського артилерійського полку Закавказького військового округу. м. Тбілісі.
- З листопада 1931 по листопад 1936 курсової командир взводу Закавказької піхотної школи артилерійського відділення. м. Тбілісі.
- З листопада 1936 року по серпень 1938 командир батареї 63 грузинського артилерійського полку Закавказького військового округу. м.Тбілісі.
- З серпня 1938 року по травень 1939 командир батареї 14 артилерійського полку Московського і Ленінградського військових округів. м. Володимир та м.Вологда.
- Учасник радянсько-фінської війни 1939—1940 років.
- З червня 1939 року по лютий 1940 командир дивізіону 290 гірничо-артилерійського полку. м.Мурманськ.
- У 1939 році заступник парторга 290 гірничо-артилерійського полку, півострів Рибальський.
- З липня 1940 року по вересень 1940 помічник начальника пункту ППО при 14 армії. м. Мурманськ.
- Учасник німецько-радянської війни з 1941 року, початок якої застав В. Н. Леселідзе командиром артилерійського дивізіону.
- З жовтня 1940 року по липень 1941 командир дивізіону 706 легкого артилерійського полку. м. Новгород.
- З липня 1941 року по жовтень 1941 командир дивізіону залізничних майданчиків Ленінградського фронту.
- З жовтня 1941 року по грудень 1941 начальник навчально-стройової частини курсів молодших лейтенантів 55-ї армії. м.Ленінград.
- З січня 1942 року по липень 1943 командир 105 мінометного полку 24-ї мінометної бригади 26 артдивизії РГК СЗФ.
- З жовтня 1943 року по червень 1944 командир 619 мінометного полку РГК.

Командир 619-го мінометного полку (7-я армія, Карельський фронт) підполковник Віктор Леселідзе 21 червня 1944 мінометним вогнем забезпечив форсування річки Свір у міста Лодейноє Поле Ленінградської області 763-м стрілецьким полком.
Потім мінометники полку підполковника Леселідзе успішно форсували Свір, і 22-27 червня 1944 брали участь у прориві оборонних смуг супротивника, своїм вогнем прокладаючи шлях піхоті уздовж східного берега Ладозького озера на північ і забезпечуючи форсування нею річок Олонка і Тулокса. На березі Тулокса противник, підтягнувши резерви, перейшов у контратаку. На одній ділянці йому вдалося потіснити радянські підрозділи. Фашистські автоматники впритул підібралися до спостережного пункту 619-го полку, виникла безпосередня загроза штабу полку.
28 червня 1944 командир полку В. Н. Леселідзе зібрав усіх, хто знаходився на спостережному пункті в районі села Відліца, і на чолі невеликої групи офіцерів і зв'язкових вступив з ворогом у рукопашну сутичку. Особистий приклад відваги надихнув наших воїнів, вони відбили вторгнення чисельно переважаючого ворожого підрозділу: воно було відкинуто від спостережного пункту і розсіяно. У цій сутичці мужній офіцер упав, убитий кулею ворожого снайпера.
Підполковника Віктора Миколайовича Леселідзе поховали у братській могилі в селі Іллінське Олонецкого району Карелії.

## Бойовий шлях
| Радянсько-фінська війна 1939—1940 рр.                                      |                            |                |
| Мурманський напрямок р. Петсамо                                            | Грудень 1939               | Березень 1940  |
| німецько-радянська війна                                                   |                            |                |
| Ленінградський фронт: під Лугою та Ленінградом. Важке поранення, контузило | Липень 1941 24 серпня 1941 | Грудень 1941   |
| Північно-Західний фронт під Старою Русою                                   | Березень 1942              | Липень 1943    |
| Карельський фронт                                                          | Березень 1944              | 28 червня 1944 |

## Сім'я
- Батько — Леселідзе Микола Андрійович. Помер 8.02.1944 р.
- Мати — Леселідзе Ніна Павлівна. Померла 10.12.1965 р.
- Дружина — Любов Ясоновна (1912—1976).
- Дочка — Заіра Вікторівна (1931), геолог.
- Дочка — Даліла Вікторівна (1935—2002), фізик.
- Брат — Леселідзе Давид Миколайович (2 (15) жовтня 1900. — 3 травня 1972), учасник німецько-радянської війни, підполковник.
- Брат — Леселідзе Костянтин Миколайович.
- Брат — Леселідзе Валеріан Миколайович (1 (14) червня 1910 р. — травень 1942).

З перших днів німецько-радянської війни Валеріан Миколайович Леселідзе вступив до лав Червоної Армії і брав участь як командир мінометного розрахунку в Керчі (діюча ч-а Армія 384 польова поштова станція 251 г.с.п. підрозділ 33), наприкінці 1941 року він був поранений і лікувався у військовому госпіталі в місті Краснодарі, по видужанні він був направлений в 224-ту грузинську стрілецьку дивізію в районі Керчі, де й зник безвісти.
- Сестра — Леселідзе Аграфіна Миколаївна (1 (14) січня 1915. — 18.08.1985 р.).

## Військові звання
- Капітан (17.04.1938).
- Майор (25.12.1941).
- Підполковник (22.10.1942).

## Нагороди[1]
- Герой Радянського Союзу (21.07.1944).

## Пам'ять
- Іллінська середня школа Олонецкого району Карелії протягом багатьох років зберігала тісний зв'язок з родиною і рідними Героя, проживають в Грузії.
- Вулиця Леселідзе в селищі Іллінський Олонецкого району Карелії.
- Ім'я підполковника Леселідзе В. Н. згадано на плиті монумента героїчним захисникам Ленінграду.[2][3]